# Symplocos macrocarpa
Symplocos macrocarpa är en tvåhjärtbladig växtart. Symplocos macrocarpa ingår i släktet Symplocos och familjen Symplocaceae.

## Underarter
Arten delas in i följande underarter:
- S. m. kanarana
- S. m. macrocarpa